# محمد الراوي (طبيب)
محمد عبد الله الراوي (1952-2003) طبيب باطنية عراقي، عضو الهيئة الإدارية للأطباء العراقيين، ورئيس اتحاد الأطباء العراقيين، ترأس جامعة بغداد فيما بين 6 ديسمبر 1999 و27 يوليو 2003 وقد بلغت الجامعة في عهده مكانة مميزة من الناحية العلمية والجمالية. كان من بين العلماء العراقين الذين اغتيلوا بعد الاحتلال الأمريكي للعراق يوم 27 يوليو 2003 وكان ذلك في عيادته بمنطقة المنصور ببغداد.

## المؤهلات الأكاديمية
حصل على شهادة عضوية الجمعية الطبية الملكية البريطانية MRCP (الطب الباطني) عام 1985.

## كلية الطب والدراسات العليا عاما
دخل الراوي جامعة بغداد كلية الطب في سبتمبر 1971. بعد التخرج عام 1977 أصبح محاضرا في الفيزيولوجيا في كلية الطب بجامعة بغداد.
حصل على بعثة إلى المملكة المتحدة عام 1980 لتحقيق شهادة الاختصاص وعاد إلى العراق بعد حصوله على شهادة ال MRCP عام 1985.